# Disguised Toast
Jeremy Wang, né le 25 novembre 1991, plus connu sous le pseudonyme de Disguised Toast est un streamer taïwanais-canadien, vidéaste web et personnalité d'Internet.  Il s'est initialement fait connaître sur YouTube en produisant des vidéos dédiées au jeu de cartes numérique Hearthstone. Par la suite, Wang a élargi son influence en se lançant dans la diffusion en direct sur Twitch, avant de signer un contrat de streaming exclusif avec Facebook Gaming en novembre 2019,. En novembre 2021, Wang a annoncé son retour au streaming sur Twitch.
Wang est membre d'OfflineTV, un groupe de créateurs de contenu en ligne,.

## Biographie
Wang est originaire de Taïwan, mais sa famille a déménagé à Penang, en Malaisie, alors qu'il n'avait pas encore un an,. Par la suite, le frère aîné de Wang a choisi le Canada comme destination pour poursuivre ses études universitaires, tandis que le reste de la famille l'a rejoint plus tard, établissant leur résidence à Kingston, en Ontario,. En 2013, Wang a obtenu son diplôme de mathématiques à l'Université de Waterloo, bien qu'il ait initialement entamé des études en informatique,.

## Origines du pseudonyme
Le nom d'utilisateur de Wang et son masque de pain grillé sont en référence à une carte spécifique de Hearthstone, le SI:7 Agent. Cette carte, lorsqu'elle est jouée, prononce la ligne vocale This guy's toast (ce gars est cuit) qu'on pouvait comprendre disguised toast (Pain grillé déguisé),. Le comédien Conan O'Brien l'a qualifié de « plus grand nom de l'histoire du jeu vidéo. »

## Carrière dans le streaming
En 2015, Wang a initié la création d'infographies et de vidéos sur YouTube mettant en scène des interactions singulières avec des cartes dans le jeu Hearthstone. Ces contenus ont été partagés sur le site communautaire Reddit. Jusqu'à octobre 2016, Wang a maintenu l'anonymat en dissimulant son visage derrière un masque en carton représentant une tranche de pain grillé,. Cependant, il a involontairement révélé son visage à cette date.
En mars 2017, Wang a participé au ONOG Major Circuit à la PAX East. Bien qu'il ait réussi à se classer parmi les 32 premiers, il a fait une grasse matinée le lendemain matin et a été disqualifié.
En juin 2017, Wang a été temporairement banni de Hearthstone pendant 72 heures en réponse à un incident dans lequel il a démontré une exploit en direct lors d'un de ces lives,.
En octobre 2017, il a été annoncé que Wang avait rejoint OfflineTV, un collectif de créateurs de contenu vivant ensemble à Los Angeles, en Californie,.
À l'été 2019, il a acquis une popularité en diffusant le nouveau jeu de Riot Games, Teamfight Tactics, et a connu un autre pic lors de la phase de test du prochain jeu de cartes de Riot, Legends of Runeterra,.
En mai 2019, Wang a été nommé comme Streamer Twitch de l'année lors de la 11e édition des Shorty Awards. 
En novembre 2019, Wang a signé un accord exclusif avec Facebook pour passer de Twitch à Facebook Gaming pour ses lives,.
Entre septembre 2020 et janvier 2021, Wang a connu une augmentation de plus de deux millions d'abonnés et 400 millions de vues sur YouTube grâce à plusieurs de ses vidéos basées sur le jeu Among Us,. Il a joué avec plusieurs streamers notables, des Youtubeurs et des célébrités dans ces vidéos, dont PewDiePie, JackSepticEye, Pokimane, Jae Park, Logic, James Charles, Bretman Rock et Mark Tuan. À la fin d'octobre 2020, Wang a participé à une session d'Among Us sur Twitch avec les politiciennes démocrates Alexandria Ocasio-Cortez et Ilhan Omar pour promouvoir le vote lors de l'élection présidentielle américaine de 2020.
Le 17 novembre 2021, Wang a annoncé son départ de Facebook Gaming après deux ans sur la plateforme. Une semaine plus tard, le 24 novembre, Wang a annoncé qu'il reviendrait sur Twitch.
Le 11 décembre 2022, Wang a pris part à l'événement de chessboxing organisé par Ludwig Ahgren, intitulé « Mogul Chessboxing Championship », qui s'est tenu au Galen Center à Los Angeles. Wang a affronté et battu son collègue créateur PointCrow en infligeant un échec et mat au sixième tour.
Le 8 janvier 2023, Wang a dévoilé son équipe professionnelle Valorant Disguised (DSG), qui prend part à la ligue des challengers nord-américains du Valorant Champions Tour 2023,,. Le 27 mars 2023, Wang a également annoncé une liste entièrement féminine pour Disguised qui participera au VCT Game Changers, le circuit professionnel féminin de Valorant,,.

## Filmographie

### Vidéos musicales
| Année | Titre                                                  | Artistes                  | Rôle     | Remarques                               | Réf.   |
| ----- | ------------------------------------------------------ | ------------------------- | -------- | --------------------------------------- | ------ |
| 2020  | If there was a zombie apocalypse i'd let my dog eat me | LilyPichu                 | Lui-même | N / A                                   | [ 39 ] |
| 2021  | Inferno                                                | Sub Urban et Bella Poarch | Groom    |                                         | [ 40 ] |
| 2021  | Break Out                                              | MaiR                      | Lui-même | Clip musical animé officiel d'OfflineTV | [ 41 ] |

### Chessboxing
| Date       | Résultat | Adversaire | Evénement                      | Localisation                                | Méthode      | Tours |
| ---------- | -------- | ---------- | ------------------------------ | ------------------------------------------- | ------------ | ----- |
| 11-12-2022 | Gagné    | PointCrow  | Mogul Chessboxing Championship | Galen Center, Los Angeles, California, U.S. | Echec et mat | 6     |

## Réalisations

### Placements notables en tournoi
| Date       | Jeu               | Emplacement        | Événement                                          | Placement | Gains ($ US) |
| ---------- | ----------------- | ------------------ | -------------------------------------------------- | --------- | ------------ |
| 2019-07-04 | Teamfight Tactics | En ligne           | TFT Thursday #1                                    | 2ème      | 2 450 $      |
| 2019-04-02 | Apex Legends      | En ligne           | Twitch Rivals ALC Rematch Challenge                | 11ème     | 1 500 $      |
| 2019-02-19 | Apex Legends      | En ligne           | Twitch Rivaux ALC                                  | 6ème      | 700 $        |
| 2019-01-23 | League of Legends | En ligne           | Twitch Rivals : confrontation de League of Legends | 1er       | 2 800 $      |
| 2018-08-25 | Fortnite          | En ligne           | Fornite Summer Skirmish                            | 16 200 $  |              |
| 2018-04-08 | Hearthstone       | Boston, États-Unis | PAX East GEICO Hearthstone Showdown                | 3ème      | 1 000 $      |
| 2017-04-15 | Hearthstone       | États-Unis         | Red Bull Team Brawl : Spring 2017                  | 1er       | 1 500 $      |

### Récompenses et nominations
| Année | Cérémonie            | Catégorie                   | Résultat | Réf.   |
| ----- | -------------------- | --------------------------- | -------- | ------ |
| 2019  | 11ème Shorty Awards  | Twitch Streamer of the Year | Nommé    | [ 25 ] |
| 2021  | Canadian Game Awards | Best Streamer               | Nommé    | ,      |
| 2021  | Forbes 30 Under 30   | Jeux                        | Inclus   | [ 29 ] |
| 2022  | The Streamer Awards  | Best Strategy Game Streamer | Gagné    | [ 44 ] |
| 2022  | The Streamer Awards  | Best Variety Streamer       | Nommé    | [ 44 ] |